# Saint-Léger-sous-Cholet
Saint-Léger-sous-Cholet ist eine französische Gemeinde mit 3.099 Einwohnern (Stand: 1. Januar 2022) im Département Maine-et-Loire in der Region Pays de la Loire. Sie gehört zum Arrondissement Cholet und ist Mitglied im Gemeindeverband Cholet Agglomération. Die Einwohner werden Saint-Légeois und Saint-Légeoises genannt.

## Geografie

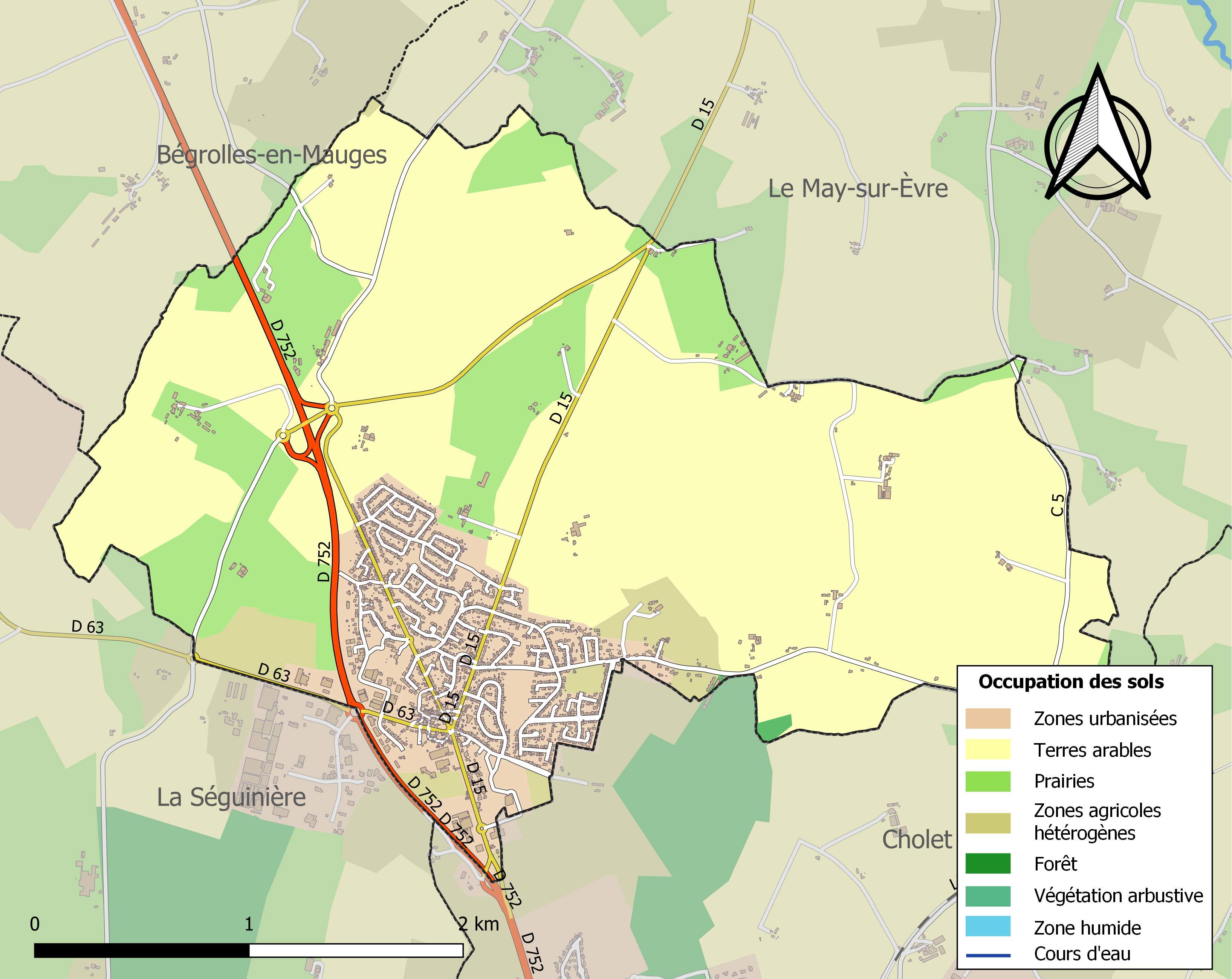
Bodennutzung und Infrastruktur der Gemeinde (2018)

Saint-Léger-sous-Cholet liegt etwa fünf Kilometer nordwestlich von Cholet und etwa 50 Kilometer südwestlich von Angers in der Région naturelle Mauges und historisch im Südwesten  der historischen Provinz Anjou. Die Gemeinde befindet sich auf einer Höhe von etwa 115 m im Einzugsgebiet der Loire. Das Flüsschen Beuvron entspringt im Süden des Gemeindegebiets und entwässert in nördlicher Richtung zur Èvre. Weitere Fließgewässer sind der Ruisseau de l’Épinette, der Saint-Léger-sous-Cholet im Nordwesten begrenzt, der Ruisseau de la Forêt, der Ruisseau du Pontreau und verschiedene kleineren Bäche. Etwa 86 % der Fläche der Gemeinde werden landwirtschaftlich genutzt, der Anteil an bebauter Fläche beträgt etwa 11 %.
Umgeben wird Saint-Léger-sous-Cholet von den Nachbargemeinden Le May-sur-Èvre im Norden und Nordosten, Cholet im Osten und Süden, La Séguinière im Westen und Südwesten sowie Bégrolles-en-Mauges im Nordwesten.

## Bevölkerungsentwicklung

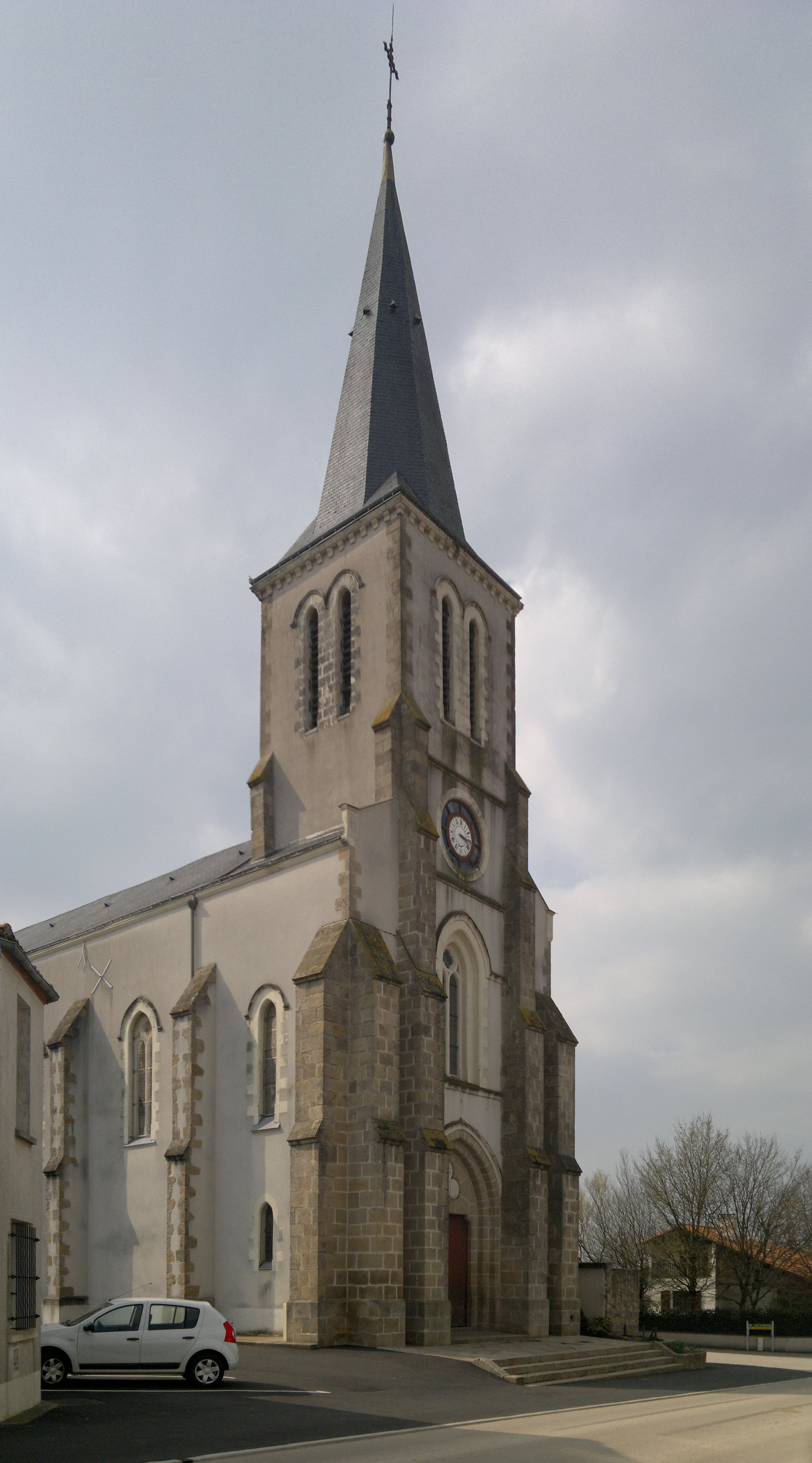
Kirche Saint-Léger

| Jahr                       | 1962 | 1968 | 1975 | 1982 | 1990 | 1999 | 2006 | 2013 | 2020 |
| Einwohner                  | 653  | 701  | 1236 | 1857 | 2470 | 2604 | 2477 | 2609 | 3062 |
| Quellen: Cassini und INSEE |      |      |      |      |      |      |      |      |      |

## Sehenswürdigkeiten
- Kirche Saint-Léger aus dem 19. Jahrhundert
- Bürgermeisteramt im ehemaligen Herrenhaus Le Landreau
- Herrenhaus Le Pontreau aus dem 15. Jahrhundert
- Ehemalige Gerberei

## Verkehr
Saint-Léger-sous-Cholet wird von der Departementsstraße D 752, der ehemaligen Route nationale 752, von Loireauxence über Bégrolles-en-Mauges im Nordwesten und nach Cheffois über Cholet im Südosten durchquert, wobei das Zentrum selbst umfahren wird. Die D 63 führt im Nordwesten nach Sèvremoine, die D 15 nach Le May-sur-Èvre im Nordosten. Eine Buslinie der Transportgesellschaft Choletbus des Gemeindeverbands verbindet die Gemeinde mit Cholet und mit Bégrolles-en-Mauges.